# Aleš Zavoral
Aleš Zavoral (* 24. října 1976) je český podnikatel. Je zakladatelem internetového obchodu Alza.cz, kde působí v roli předsedy představenstva. K roku 2025 byl podle časopisu Forbes 9. nejbohatším Čechem, s majetkem v hodnotě cca 56 miliard korun. Není ale zapsán v Evidenci skutečných majitelů jako skutečný majitel Alza.cz.

## Životopis
Dne 29. listopadu 1994 si pořídil živnostenský list a poté prodával počítače. Roku 1998 si otevřel první kamenný obchod s elektronikou s názvem Alzasoft. Roku 2000 si zřídil internetový obchod Alza.cz (název vznikl jako zkratka jeho jména Aleš Zavoral). V roce 2003 založil společnost Alzasoft a.s., jejíž byl zpočátku jediným akcionářem. Roku 2006 začal užívat maskota zeleného mimozemšťana a spustil s jeho pomocí masivní reklamní kampaň. Velmi rychle díky tomu dobyl český trh a dále expandoval do zahraničí. V roce 2007 došlo k převodu akcií společnosti Alzasoft z Aleše Zavorala na kyperskou společnost Karak Investments Limited, později přejmenovanou na L.S. Investments Limited, skrze níž podle Forbesu firmu dále ovládal. V roce 2008 se společnost Alzasoft přejmenovala na Alza.cz a.s.
V roce 2022 byl označen za 7. nejbohatšího Čecha a byl mu přizouzen majetek v hodnotě 81 miliard Kč. V roce 2023 sice zůstal na 7. místě, ale po rozchodu s manželkou s majetkem pouze 46 mld. Kč.

### Soukromý život
Médiím neposkytl žádný rozhovor a vyhýbá se veřejnému životu. Oženil se s Lidijí Zavoralovou, s níž se měl seznámit kolem let 2010–2011. Do manželství se narodily čtyři děti. V roce 2019 podala Zavoralová žádost o rozvod.